# 黄源
黄源（1906年5月1日—2003年1月2日），名启元，字河清，曾用名何连、澄清，男，浙江海盐人，中国作家、翻译家。

## 生平
1920年，就读于秀州中学，后留学日本。1920年代后期，投身新文化运动。1930年代，曾任新生命书局编辑。1932年6月，到上海生活书店任编辑。1933年起，在茅盾领导下任《文学》月刊编辑。1934年下半年起，在鲁迅直接领导下任《译文》月刊编辑。实际上代鲁迅主编《译文》月刊。后任《译文丛书》主编。
抗日战争全面爆发后，1937年8月，黄源参加中国共产党领导的革命工作。1937年上海八一三事变爆发不久，在将《鲁迅先生纪念集》校阅完后，黄源作为战地记者随中国国民党方面的主战部队参与了防御日军登陆杭州湾的战役。随后，1937年10月到长沙、汉口等地抗日流亡、撰写文章。后回浙江。
1938年11月，在中国国民党方面的浙江省政府所在地金华，既是中国共产党《新华日报》特派记者，又是中国国民党《中央日报》特派记者的黄源，率东南地区文化新闻代表团启程赴皖南新四军军部、新四军一支队参观采访。1939年元旦，黄源一行到达新四军驻地数日后，项英在新四军军部驻地陈家祠堂向团以上干部作形势报告。当时黄源还不是中国共产党党员，新四军政治部宣传部长朱镜我为此请示项英是否让黄源参加。项英知黄源与鲁迅关系密切，当即同意黄源参加。黄源由此首次听取中国共产党负责干部的报告。会后，项英赴前方新四军各部队视察，特邀黄源同往。黄源自前线回到新四军军部后，鉴于上海各界人民赴新四军慰问团团长吴大琨（全国各界救国联合会宣传部总干事）已被第三战区扣留，黄源回去也有被扣留的危险，况且因黄源在《中央日报》上发表《打着鲁迅的旗帜前进，打回钱塘江去》一文后，已被《中央日报》取消特派记者职务，所以项英劝黄源留下。1939年3月黄源正式参加新四军。出任新四军军部文化委员会委员兼秘书，《抗敌》杂志编委，以后又分工负责新四军军部印刷所，任该印刷所副所长（所长为陈昌吉，不久陈昌吉便被调离）。黄源还主编了报告文学集《新四军一日》。1939年10月，经冯定、李一氓介绍，黄源加入中国共产党。
1941年1月初，在皖南事变中，黄源成功突围，但与中共党组织失去联系。叶挺在狱中给中共中央的信中称：“闻黄源亦死于此次‘皖南惨变’，在阵中头部受弹伤，立即殒命。”1941年4月1日重庆《新华日报》发表石西民写的《悼黄源》一文。重庆《新华日报》报道黄源阵亡消息后，在重庆任高级护士的黄源的妹妹黄启凤痛哭，并曾到重庆《新华日报》社查询，被告知黄源已牺牲。实际上黄源在突围后，经宣城到丹阳，从丹阳坐火车抵达上海，在上海先找到福润里8号的文化生活出版社，见到在这里的陆圣泉（陆蠡）、柳静（吴朗西夫人），随后到霞飞路许广平家见许广平，通过许广平找到了已成为新四军军部驻上海联络员的陈昌吉。在上海，黄源收到了妻子许粤华的分手信。1941年4月底，经陈昌吉通过中共党组织安排，黄源离开上海。1941年5月，黄源抵达苏北的新四军军部，受到军长陈毅欢迎。
1941年抵达苏北后，黄源历任中共中央华东局宣传部出版科科长、华东鲁迅艺术分院教导主任、《江淮报》副总编辑、浙东行署委员兼文教处处长、中共中央华中分局文协主任、华东大学文学院院长。
1949年5月后，历任上海军管会文艺处副处长，华东军政委员会文化部党组书记兼副部长、中共中央华东局宣传部文艺处处长，华东文协主席、党组书记，中共浙江省委文教部、宣传部副部长，浙江省文化局局长、党组书记，中共浙江省委候补委员。
中华人民共和国成立初期，黄源在上海任职时，经其提议成立了全国第一座鲁迅纪念馆，黄源与茅盾一同请毛泽东题写了“鲁迅先生之墓”碑铭，黄源亲自主持接管、创建或改造了上海戏剧院、上海交响乐团、华东实验越剧院、上海音乐学院、上海外语学院、中央美术学院华东分院等。1951年，黄源主持改编了越剧《梁山伯与祝英台》，受到观众欢迎。1955年，黄源亲自领导、参与改编的昆剧《十五贯》获得毛泽东、周恩来肯定，被赞誉为“一出戏救活一个剧种”。黄源主持下创办了《东海》等文学月刊。浙江文化艺术学校成立后，黄源亲自兼任校长。
1957年，黄源在反右运动中被划为“右派”，下放农村劳动。同时被开除中国共产党党籍。1960年摘去“右派”帽子。1979年2月予以改正，恢复中国共产党党籍和政治名誉，恢复原工资级别。1979年6月，黄源恢复工作后，历任浙江省文联筹备组副组长，浙江省文联副主席、党组成员，浙江省作家协会主席，浙江省顾问委员会委员。黄源还曾任中国文联委员、中国作家协会理事，中国鲁迅研究会、中国茅盾研究会的顾问、副会长，中国作家协会名誉副主席，浙江省国际文化交流会副会长等职。1986年12月离休。离休后继续担任中国作家协会名誉副主席、浙江省文联名誉主席、浙江省作家协会名誉主席，直到逝世。
黄源自1929年开始发表文学作品。1949年加入中国作家协会。其专著《忆念鲁迅先生》获1984年浙江省社科优秀成果一等奖。1995年，黄源获得鲁迅文学艺术突出成就奖。1998年，获得中国翻译荣誉奖。他还曾获浙江省有突出贡献老作家奖。
1996年，黄源向家乡海盐捐赠图书近万册，1997年当地政府拨款筹建藏书楼，1998年10月完工并定名为“黄源藏书楼”。
2003年1月2日，黄源在杭州病逝，享年98岁。骨灰安葬在海盐“黄源藏书楼”前的院子里。后来妻子巴一熔的骨灰也葬在此处。

## 著作
译著
- 《屠格涅夫生平及其作品》
- 《世界童话文学研究》
- 《结婚的破产》
- 《1902年级》
- 《将军死在床上》
- 《屠格涅夫代表作》
- 《高尔基代表作》
- 《三人》
- 《日本现代短篇小说译丛》[1][2]

专著
- 《忆念鲁迅先生》
- 《在鲁迅身边》
- 《鲁迅书简追忆》[1][2]
- 《黄源回忆录》
- 《鲁迅致黄源书信手迹》
- 《黄源影集》[2]

改编
- 昆剧《十五贯》（合作）[1][2]

纪念
- 《黄源楼适夷通信集》（巴一熔、黄炜编）

## 家庭
- 第一任妻子：许粤华
  - 长子：黄伊凡，许粤华生
  - 次子：黄伊林，许粤华生
- 第二任妻子：巴一熔（1918年8月—2013年12月7日）生于江苏镇江，父母早亡，弟妹三人随叔父生活。1938年5月，巴一熔参加新四军，同年8月加入中国共产党。历任新四军军部第一期速记班战士，军部印刷厂校对、指导员。在浙东组织党训培训班时，刘少奇之妻谢飞任班主任，巴一熔任指导员。1940年黄桥战役时，巴一熔与陈毅之妻张茜合编《战斗报》。后任《新浙东报》战地记者和第一版主编。1955年春，黄源、巴一熔全家来杭州定居，起初住在杭州西湖畔的圣塘路九莲村，后迁居葛岭路13号，一直居住了40多年，2005年此处作为黄源旧居开放。1955年来杭州后，巴一熔历任中共浙江省委宣传部报刊处处长，浙江省科委办公室主任、科研、计财处处长等职，直到退休。1939年，巴一熔因患肺结核在医院治疗，黄源来找巴一熔谈文章。由此二人恋爱。1957年黄源被打成右派，要和巴一熔离婚，但巴一熔拒绝离婚，一个人带着全家坚持4年，最终等来了黄源结束劳改回家[8]。
  - 三子：黄放放，巴一熔生
  - 四子：黄明明，巴一熔生
  - 五子：巴一熔生
  - 六子：巴一熔生